# Проворов, Иван Владимирович
Ива́н Влади́мирович Прово́ров (род. 13 января 1997, Ярославль) — российский хоккеист, защитник клуба «Коламбус Блю Джекетс». На драфте НХЛ 2015 года выбран «Флайерз» в первом раунде под общим 7-м номером.

## Карьера

### Клубная
Воспитанник ярославского «Локомотива». В сезоне 2013/14 выступал за клуб хоккейной лиги США «Сидар-Рапидс Рафрайдерс». На драфте КХЛ 2014 в третьем раунде под общим 120-м номером был выбран клубом «Локомотив». 3 июля 2015 года подписал контракт новичка с клубом НХЛ «Филадельфия Флайерз», который его задрафтовал. В предсезонных матчах за «Филадельфию» Проворов отметился голевой передачей во встрече с «Нью-Йорк Рейнджерс», где отыграл 21 минуту. Потом «лётчики» отправили Ивана в клуб Западной хоккейной лиги «Брэндон Уит Кингз». По итогам сезона 2015/16 стал чемпионом Западной хоккейной лиги, а также был признан лучшим защитником как WHL, так и всей CHL.
Осенью 2016 года был снова приглашён в тренировочный лагерь «Филадельфии», за которую провёл 6 предсезонных матчей в которых набрал 2 (0+2) очка, сделал 10 бросков, заработал +2 по показателю плюс-минус и проводил в среднем более 24 минут на льду. Перед стартом регулярного чемпионата 2016/17, генеральный менеджер «Флайерз» Рон Хекстолл объявил, что Проворов начнёт сезон в составе «Филадельфии». Дебютировал в НХЛ 14 октября 2016 года в матче против «Лос-Анджелес Кингз» в котором сделал одну результативную передачу. Первый гол забил в ворота Андрея Василевского в своём 21-м матче, закончившимся победой «Тампы-Бэй Лайтнинг» со счётом 4:2. В первом же сезоне, сыграв во всех 82 матчах, стал лидером команды по среднему игровому времени в среднем за матч (21:58), в равных составах (17:26) и в меньшинстве (2:49), по количеству заблокированных бросков (166). Но при этом «Филадельфия» не смогла выйти в плей-офф, отстав от зоны плей-офф на 10 очков. Иван был признан лучшим защитником «Флайерз» по итогам сезона, получив локальный приз «Барри Эшби Трофи». В регулярном чемпионате сезона 2017/18 забросил 17 шайб и разделил по показателю заброшенных шайб среди защитников 1-е место с Виктором Хедманом («Тампа-Бэй Лайтнинг») и Дуги Хэмилтоном («Калгари Флэймз»). В сезоне 2018/19 вновь сыграл все 82 матча регулярного сезона и набрал 26 очков (7+19).
29 ноября 2022 года набрал своё 200-е очко в карьере в НХЛ.
В июне 2023 года был обменян в «Коламбус Блю Джекетс» в сделке с участием «Лос-Анджелес Кингз».
27 ноября 2023 года впервые в истории НХЛ сразу 4 российских хоккеиста забросили шайбы за один клуб в одном матче. В игре «Коламбус Блю Джекетс» — «Бостон Брюинз» (5:2) по шайбе в составе хозяев забросили Дмитрий Воронков, Иван Проворов, Егор Чинахов и Кирилл Марченко. В сезоне 2023/24 Проворов сыграл за «Коламбус» все 82 матча и набрал 32 очка (5+27) при показателе полезности -11.
17 октября 2024 года, сделав передачу в матче против «Баффало», стал 13-м российским защитником, набравшим за карьеру в НХЛ 250 очков.

### Сборная России
В 2014 году выступал за юниорскую сборную России, в составе которой сыграл 5 матчей и не набрал ни одного очка на турнире в Финляндии. На молодёжном чемпионате мира 2015 года стал серебряным призёром.
На молодёжном чемпионате мира 2016 года, наряду с нападающим Егором Коршковым, стал самым результативным игроком сборной. В семи матчах набрал 8 очков (0+8).
За национальную сборную России дебютировал на чемпионате мира 2017 года, где стал бронзовым призёром.

## Вне льда
В январе 2023 года Иван Проворов оказался в центре скандала, когда отказался выходить на предматчевую раскатку в специальной форме в поддержку ЛГБТ-сообщества, объяснив это «верностью себе и своей религии». После чего хоккеист столкнулся с травлей в соцсетях, из-за чего был вынужден ограничить комментарии в своих аккаунтах, а журналист TSN Горд Миллер раскритиковал руководство «Филадельфии» за то, что игрока не сняли с матча после его бойкота. В то же время главный тренер «Флайерз» Джон Торторелла поддержал игрока, заявив, что уважает позицию Ивана и не видит повода снимать его с игры из-за этого. Комиссар НХЛ Гэри Беттмэн выступил со специальным заявлением, в котором сообщил, что игроки вправе самостоятельно принимать решения об участии в акциях.

## Статистика
| Легенда | Легенда                    | Легенда | Легенда                   | Легенда | Легенда    |
| ------- | -------------------------- | ------- | ------------------------- | ------- | ---------- |
| И       | Количество проведённых игр | Штр     | Штрафное время            | +/−     | Плюс-минус |
| Г       | Голы                       | П       | Голевые передачи          | О       | Очки       |
| -       | Статистика неизвестна      | —       | Статистика не учитывалась |         |            |

## Награды и достижения

### Личные
| Год  | Команда           | Достижение                 |
| ---- | ----------------- | -------------------------- |
| 2016 | Брэндон Уит Кингз | Билл Хантер Мемориал Трофи |
| 2016 | Брэндон Уит Кингз | WHL плюс/минус Эворд       |
| 2016 | Брэндон Уит Кингз | Лучший защитник года CHL   |

### Командные
| Год  | Команда           | Достижение         |
| ---- | ----------------- | ------------------ |
| 2016 | Брэндон Уит Кингз | Кубок Эда Чиновета |

### Международные
| Год  | Команда       | Достижение                                    |
| ---- | ------------- | --------------------------------------------- |
| 2015 | Россия (мол.) | Серебряный призёр молодёжного чемпионата мира |
| 2016 | Россия (мол.) | Серебряный призёр молодёжного чемпионата мира |
| 2017 | Россия        | Бронзовый призёр чемпионата мира              |